# Cista

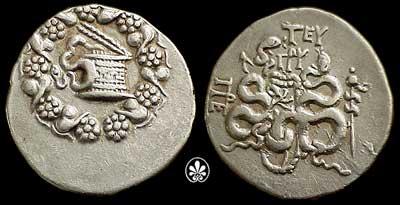
Darstellung einer Cista auf einer Münze

Als Ciste oder Cista (lateinisch-griechisch, davon unsere Kiste) bezeichnet man eine Art runder Behälter, die zu verschiedenen Zwecken verwendet wurden.
Die Cista mystica war aus Weidenruten geflochten und enthielt die bei Festen des Bakchos und der Demeter gebrauchten heiligen Geräte (siehe Mysterien von Eleusis).
Die Cista wird auf Denkmälern, zum Beispiel auf Münzen, besonders an kleinasiatischen (siehe Cistophor), Tonreliefs, auch an der Neapeler Kolossalgruppe des Farnesischen Stiers in der Regel halbgeöffnet dargestellt, so dass die heilige Schlange aus ihr herausschlüpfen kann.

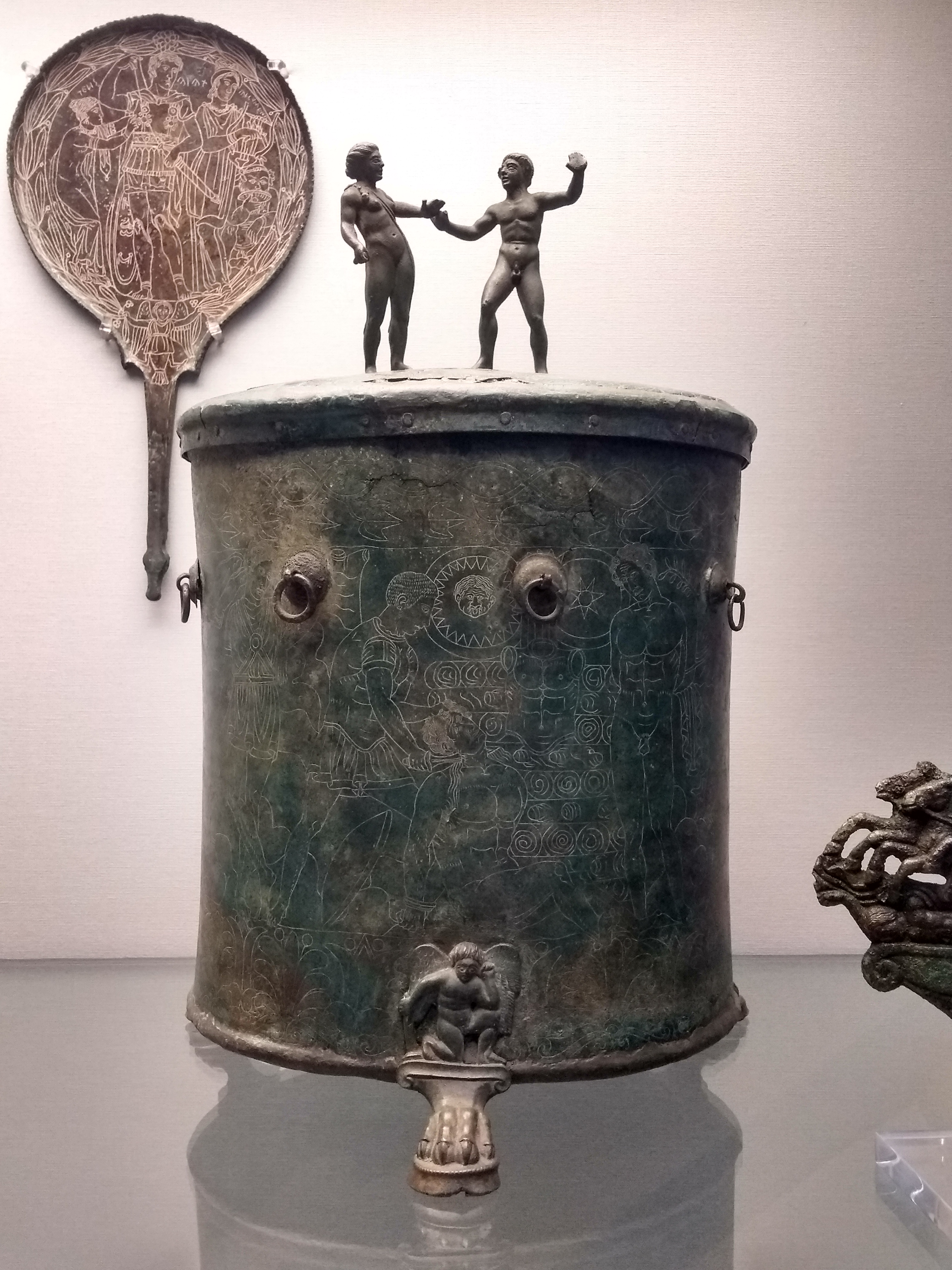
Bronzene Cista aus Praeneste, datiert auf etwa 325 bis 250 v. Chr. Die eingeritzte Darstellung auf der Seite zeigt Achilleus beim Opfern trojanischer Gefangener; den Deckelgriff bilden Figuren eines Satyrn und einer Mänade

Ferner bezeichnet man als Cisten die kleinen, cylindrischen Bronzebehälter, die in Etrurien, besonders in Praeneste, für den Hausgebrauch zur Aufbewahrung der Toilettenartikel gearbeitet wurden, und deren Seitenflächen gewöhnlich mit eingravierten Figuren geschmückt sind, während sich auf dem Deckel kleine Bronzefiguren angelötet finden.
Die bedeutendste Sammlung solcher Cisten besitzt das Museo Nazionale Etrusco di Villa Giulia in Rom. Berühmt ist besonders die sogenannte Ficoronische Cista, auf deren Seitenwänden die Rast der Argonauten dargestellt ist, signiert von dem Hersteller Novios Plautios.
Eine weitere Cistenform in Bronze sind die sogenannten Rippenzisten, deren cylindrische Körper mit horizontal verlaufenden Rippen verziert sind. Nach Berta Stjernquist lassen sie sich durch die Art der Tragevorrichtung in eine Serie I mit festen Griffen und eine Serie II mit beweglichen Henkeln unterteilen, die auf verschiedene Werkstattkreise zurückgehen dürften. Rippenzisten finden sich zwischen dem 7. und 4. Jahrhundert v. Chr. von Oberitalien bis Nordeuropa. Ein Herstellungszentrum wird in Bologna vermutet.
Einen anderen Zweck hatten die etruskischen, aus Ton gefertigten, vierseitigen Aschencisten, welche die Asche der Verstorbenen enthielten und daher auf den Totenkult bezügliche Reliefdarstellungen, häufig auch Szenen aus dem troischen Sagenkreis zeigen.

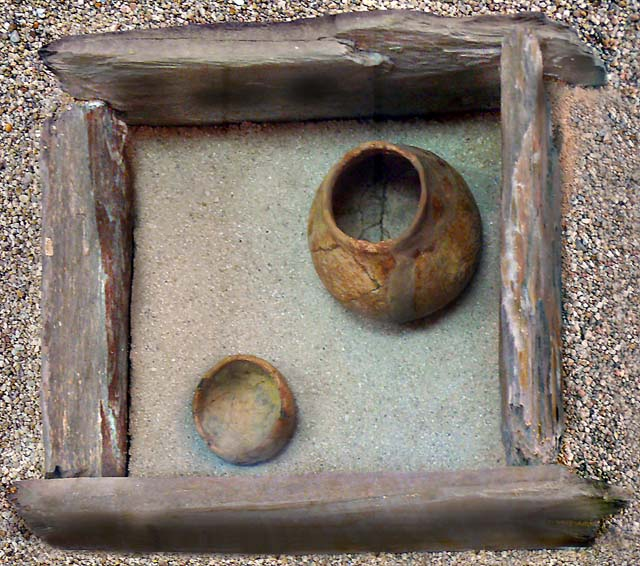
Spanische „Steinkiste“ (Cista) als Grabstätte für Urnenbeisetzungen

Steinerne Cisten sind eine kleine Form der Steinkiste (englisch cist), wie sie unter diesem Namen in Spanien vorkommt.